# أحمد السلمي
أحمد السلمي لاعب كرة قدم سعودي.
لعب سابقاً لأندية والاتحاد و ضمك وأبها و الوحدة والحزم و الرياض والفيحاء و العين و جدة والانتصار.

## روابط خارجية
- أحمد السلمي على موقع قاعدة بيانات كرة القدم.إي يو (الإنجليزية)
- أحمد السلمي على موقع Soccerway.com (الإنجليزية)